# 霞浦县第六中学
福建省霞浦县第六中學（英語：Fujian Xiapu NO.6 high school），簡稱霞浦六中，位於中華人民共和國霞浦县松城街道六一七路361号，鄰近霞浦汽车站。是一所于1972年创办的公立中學，现有学生约2288名。

## 简介
霞浦六中的前身是1972年创办的“霞浦城关学区附设初中班”，当时的校区位于霞浦县城曲井巷35号，只设初中班。1975年开始增设高中班，1976年被正式命名为“福建省霞浦县第六中学”。2009年8月，校区迁至霞浦一中旧校址，原校址供霞浦八中使用。学校现有初中教学班22个、高中教学班24个教，教学职工194名。
学校占地面积35970平方米，其中操场面积10842平方米。校内现有图书馆、学生电子阅览室、生物园、读书长廊、计算机室、理化生实验室、地理专用教室、艺术专用教室等，还有一个300米环形跑道、四个篮球场等体育教学场所和设施。
2018年，霞浦县第十八中学并入霞浦六中，改名霞浦六中松港校区。

## 歷任校長
| 任 次  | 姓 名  | 任 期      |
| 第一任 | 林鸿恩 | 1972～1973 |
| 第二任 | 林中星 | 1973～1974 |
| 第三任 | 林尧瑜 | 1974～1978 |
| 第四任 | 游开镐 | 1978～1981 |
| 第五任 | 方瑞榕 | 1981～1983 |
| 第六任 | 陈善宏 | 1983～1984 |
| 第七任 | 李珍莨 | 1984～1992 |
| 第八任 | 刘俊仪 | 1992～1999 |
| 第九任 | 张小芳 | 1999～2008 |
| 第十任 | 郭星波 | 2008～2014 |
| 现任   | 戴文清 | 2014~      |